# Unione Sportiva Foggia 1975-1976
Questa pagina raccoglie i dati riguardanti l'Unione Sportiva Foggia nelle competizioni ufficiali della stagione 1975-1976.

## Stagione
Con un campionato eccellente e molto regolare, 22 punti nell'andata e 23 nel girone di ritorno, il Foggia ritrova la Serie A. Facendo perno su una difesa ferrea, con 23 reti subite risulta la migliore del torneo cadetto, i satanelli guidati da Cesare Maldini nelle prime 21 giornate, poi dopo la sconfitta interna subita contro il Genoa (0-2) a metà febbraio, sono allenati da Roberto Balestri e grazie ad un tenace finale di campionato raggiungono la promozione.
Con il Foggia salgono in Serie A il Genoa ed il Catanzaro, le tre squadre raccolgono 45 punti, superando nel finale le velleità di Varese, Brescia e Novara. Retrocedono in Serie C il Piacenza, il Brindisi e la Reggiana. Con 9 reti il miglior marcatore stagionale è stato Antonio Bordon, bene anche Claudio Turella con 8 centri, di cui 6 reti in campionato e 2 in Coppa Italia.
Nella Coppa Italia il Foggia a settembre disputa il 3º girone di qualificazione, vinto dal Napoli, la squadra partenopea che nel seguito della manifestazione vincerà il Trofeo, il Foggia ottiene due vittorie e due sconfitte.

## Rosa
| N. |                   | Ruolo | Calciatore          |
| -- | ----------------- | ----- | ------------------- |
|    | Italia (bandiera) | P     | Leopoldo Fabris     |
|    | Italia (bandiera) | P     | Maurizio Memo       |
|    | Italia (bandiera) | P     | Piero Villa         |
|    | Italia (bandiera) | D     | Novilio Bruschini   |
|    | Italia (bandiera) | D     | Mauro Colla         |
|    | Italia (bandiera) | D     | Paolo De Giovanni   |
|    | Italia (bandiera) | D     | Moreno Grilli       |
|    | Italia (bandiera) | D     | Michele Ieluzzi     |
|    | Italia (bandiera) | D     | Giovanni Pirazzini  |
|    | Italia (bandiera) | D     | Sergio Stefani      |
|    | Italia (bandiera) | D     | Renato Sali         |
|    | Italia (bandiera) | D     | Alessandro Verdiani |

| N. |                   | Ruolo | Calciatore          |
| -- | ----------------- | ----- | ------------------- |
|    | Italia (bandiera) | C     | Luigi Delneri       |
|    | Italia (bandiera) | C     | Bernardino Fabbian  |
|    | Italia (bandiera) | C     | Eugenio Fumagalli   |
|    | Italia (bandiera) | C     | Fausto Inselvini    |
|    | Italia (bandiera) | C     | Giovanni Lodetti    |
|    | Italia (bandiera) | C     | Giuseppe Lorenzetti |
|    | Italia (bandiera) | C     | Aldo Nicoli         |
|    | Italia (bandiera) | A     | Antonio Bordon      |
|    | Italia (bandiera) | A     | Lino Golin          |
|    | Italia (bandiera) | A     | Corrado Tamalio     |
|    | Italia (bandiera) | A     | Giovanni Toschi     |
|    | Italia (bandiera) | A     | Claudio Turella     |

## Risultati

### Serie B

#### Girone di andata
| Arbitro: | Lazzaroni (Milano) |

|                                       |           |             |
| Castronaro 22’ B. Conti 66’ Bonci 88’ | Marcatori | 20’ Turella |

| Arbitro: | Lapi (Firenze) |

|                                 |           |  |
| A. Bordon 57’ Luigi Delneri 77’ | Marcatori |  |

| Brescia 12 ottobre 1975 3ª giornata | Brescia             | 0 – 0 | Foggia | Stadio Mario Rigamonti\| Arbitro: \| Lo Bello (Siracusa) \| |
| Arbitro:                            | Lo Bello (Siracusa) |       |        |                                                             |

| Foggia 19 ottobre 1975 4ª giornata | Foggia   | 0 – 0 | Catania | Stadio Pino Zaccheria\| Arbitro: \| Lenardon \| |
| Arbitro:                           | Lenardon |       |         |                                                 |

| Arbitro: | Menegali (Roma) |

|               |           |  |
| A. Bordon 54’ | Marcatori |  |

| Arbitro: | V. Lattanzi (Roma) |

|           |           |  |
| Tolin 38’ | Marcatori |  |

| Arbitro: | Frasso (Capua) |

|          |           |  |
| Sali 75’ | Marcatori |  |

| Arbitro: | Vannucchi (Bologna) |

|               |           |               |
| Romanzini 20’ | Marcatori | 69’ Inselvini |

| Arbitro: | Casarin (Milano) |

|               |           |  |
| Inselvini 24’ | Marcatori |  |

| Arbitro: | Pieri (Genova) |

|            |           |               |
| Donati 19’ | Marcatori | 88’ A. Bordon |

| Arbitro: | Serafino (Roma) |

|                |           |  |
| Vernacchia 22’ | Marcatori |  |

| Arbitro: | Benedetti (Roma) |

|                      |           |  |
| A. Bordon 68’ (rig.) | Marcatori |  |

| Arbitro: | Tonolini (Milano) |

|                |           |                  |
| Passalacqua 7’ | Marcatori | 27’, 76’ Turella |

| Foggia 4 gennaio 1976 14ª giornata | Foggia           | 0 – 0 | Palermo | Stadio Pino Zaccheria\| Arbitro: \| Terpin (Trieste) \| |
| Arbitro:                           | Terpin (Trieste) |       |         |                                                         |

| Arbitro: | Lo Bello (Siracusa) |

|                          |           |               |
| Zucchini 78’ Repetto 88’ | Marcatori | 27’ A. Bordon |

| Foggia 18 gennaio 1976 16ª giornata | Foggia        | 0 – 0 | Sambenedettese | Stadio Pino Zaccheria\| Arbitro: \| Ciulli (Roma) \| |
| Arbitro:                            | Ciulli (Roma) |       |                |                                                      |

| Arbitro: | Mascia (Milano) |

|             |           |                   |
| Faloppa 51’ | Marcatori | 29’ Luigi Delneri |

| Arbitro: | Reggiani (Bologna) |

|                              |           |             |
| Toschi 63’ Luigi Delneri 65’ | Marcatori | 74’ La Rosa |

| Novara 8 febbraio 1976 19ª giornata | Novara              | 0 – 0 | Foggia | Stadio Comunale\| Arbitro: \| Vannucchi (Bologna) \| |
| Arbitro:                            | Vannucchi (Bologna) |       |        |                                                      |

#### Girone di ritorno
| Arbitro: | Casarin (Milano) |

|  |           |                                 |
|  | Marcatori | 65’ Pruzzo 80’ (aut.) Pirazzini |

| Arbitro: | Agnolin (Bassano del Grappa) |

|                   |           |  |
| Musiello 20’, 42’ | Marcatori |  |

| Foggia 29 febbraio 1976 22ª giornata | Foggia         | 0 – 0 | Brescia | Stadio Pino Zaccheria\| Arbitro: \| Frasso (Capua) \| |
| Arbitro:                             | Frasso (Capua) |       |         |                                                       |

| Catania 7 marzo 1976 23ª giornata | Catania          | 0 – 0 | Foggia | Stadio Cibali\| Arbitro: \| Ciacci (Firenze) \| |
| Arbitro:                          | Ciacci (Firenze) |       |        |                                                 |

| Arbitro: | Bergamo (Livorno) |

|            |           |                      |
| Muraro 50’ | Marcatori | 59’ (rig.) A. Bordon |

| Arbitro: | Mascali (Desenzano del Garda) |

|                           |           |                  |
| A. Bordon 23’ Turella 40’ | Marcatori | 54’ Alessandrini |

| Arbitro: | Barboni (Firenze) |

|               |           |  |
| Colombini 29’ | Marcatori |  |

| Arbitro: | Lo Bello (Siracusa) |

|               |           |  |
| A. Bordon 48’ | Marcatori |  |

| Arbitro: | Benedetti (Roma) |

|              |           |             |
| Ulivieri 51’ | Marcatori | 40’ Turella |

| Arbitro: | Menegali (Roma) |

|            |           |  |
| Toschi 82’ | Marcatori |  |

| Arbitro: | Lenardon (Siena) |

|          |           |  |
| Sali 41’ | Marcatori |  |

| Arbitro: | Barbaresco (Cormons) |

|           |           |  |
| Paina 29’ | Marcatori |  |

| Arbitro: | B. Marino (Genova) |

|            |           |  |
| Tamalio 3’ | Marcatori |  |

| Arbitro: | Trinchieri (Reggio Emilia) |

|                      |           |            |
| Magherini 43’ (rig.) | Marcatori | 32’ Grilli |

| Arbitro: | Lo Bello (Siracusa) |

|               |           |  |
| Pirazzini 88’ | Marcatori |  |

| Arbitro: | Reggiani (Bologna) |

|                        |           |             |
| F. Chimenti 68’ (rig.) | Marcatori | 20’ Fabbian |

| Arbitro: | Benedetti (Roma) |

|               |           |  |
| A. Bordon 35’ | Marcatori |  |

| Catanzaro 13 giugno 1976 37ª giornata | Catanzaro          | 0 – 0 | Foggia | Stadio Militare\| Arbitro: \| Michelotti (Parma) \| |
| Arbitro:                              | Michelotti (Parma) |       |        |                                                     |

| Arbitro: | Agnolin (Bassano del Grappa) |

|             |           |  |
| Turella 16’ | Marcatori |  |

### Coppa Italia

#### Girone 3°
| Arbitro: | Pieri (Genova) |

|             |           |                                   |
| Barbana 32’ | Marcatori | 11’ Lorenzetti 69’ (aut.) Barbana |

| Arbitro: | Moretto (San Donà di Piave) |

|                |           |                     |
| Lorenzetti 13’ | Marcatori | 38’, 54’ Bertarelli |

| Arbitro: | Panzino (Catanzaro) |

|                                                             |           |                  |
| Orlandini 37’ Massa 53’ G. Savoldi 60’ Pirazzini 77’ (aut.) | Marcatori | 66’, 70’ Turella |

| Arbitro: | Frasso (Capua) |

|                           |           |          |
| Toschi 34’ Lorenzetti 72’ | Marcatori | 2’ Sacco |

| 21 settembre 1975 5ª giornata |  | – Turno di riposo FOGGIA |  |  |

Classifica del Terzo Girone di Qualificazione: Napoli e Cesena punti 7, Foggia punti 4, Reggiana e Palermo punti 1.

## Statistiche

### Statistiche di squadra
| Competizione | Punti | In casa | In casa | In casa | In casa | In casa | In casa | In trasferta | In trasferta | In trasferta | In trasferta | In trasferta | In trasferta | Totale | Totale | Totale | Totale | Totale | Totale | DR |
| Competizione | Punti | G       | V       | N       | P       | Gf      | Gs      | G            | V            | N            | P            | Gf           | Gs           | G      | V      | N      | P      | Gf     | Gs     | DR |
| ------------ | ----- | ------- | ------- | ------- | ------- | ------- | ------- | ------------ | ------------ | ------------ | ------------ | ------------ | ------------ | ------ | ------ | ------ | ------ | ------ | ------ | -- |
| Serie B      | 45    | 19      | 14      | 4       | 1       | 17      | 4       | 19           | 1            | 11           | 7            | 11           | 19           | 38     | 15     | 15     | 8      | 28     | 23     | +5 |
| Coppa Italia | 4     | 2       | 1       | 0       | 1       | 3       | 3       | 2            | 1            | 0            | 1            | 4            | 5            | 4      | 2      | 0      | 2      | 7      | 8      | -1 |
| Totale       |       | 21      | 15      | 4       | 2       | 20      | 7       | 21           | 2            | 11           | 8            | 15           | 24           | 42     | 17     | 15     | 10     | 35     | 31     | +4 |

### Statistiche dei giocatori
| Giocatore     | Serie B  | Serie B | Coppa Italia | Coppa Italia | Totale   | Totale |
| Giocatore     | Presenze | Reti    | Presenze     | Reti         | Presenze | Reti   |
| ------------- | -------- | ------- | ------------ | ------------ | -------- | ------ |
| A. Bordon     | 36       | 9       | ?            | ?            | 36+      | 9+     |
| N. Bruschini  | 34       | 0       | ?            | ?            | 34+      | 0+     |
| M. Colla      | 37       | 0       | ?            | ?            | 37+      | 0+     |
| L. Delneri    | 35       | 3       | ?            | ?            | 35+      | 3+     |
| B. Fabbian    | 14       | 1       | ?            | ?            | 14+      | 1+     |
| L. Fabris     | 1        | -3      | ?            | ?            | 1+       | -3+    |
| E. Fumagalli  | 33       | 0       | ?            | ?            | 33+      | 0+     |
| L. Golin      | 3        | 0       | ?            | ?            | 3+       | 0+     |
| M. Grilli     | 9        | 1       | ?            | ?            | 9+       | 1+     |
| M. Ieluzzi    | 1        | 0       | ?            | ?            | 1+       | 0+     |
| F. Inselvini  | 21       | 2       | ?            | ?            | 21+      | 2+     |
| G. Lodetti    | 34       | 0       | ?            | ?            | 34+      | 0+     |
| G. Lorenzetti | 5        | 0       | ?            | ?            | 5+       | 0+     |
| M. Memo       | 37       | -20     | ?            | ?            | 37+      | -20+   |
| A. Nicoli     | 19       | 0       | ?            | ?            | 19+      | 0+     |
| G. Pirazzini  | 38       | 1       | ?            | ?            | 38+      | 1+     |
| R. Sali       | 33       | 2       | ?            | ?            | 33+      | 2+     |
| C. Tamalio    | 5        | 1       | ?            | ?            | 5+       | 1+     |
| G. Toschi     | 27       | 2       | ?            | ?            | 27+      | 2+     |
| C. Turella    | 24       | 6       | ?            | ?            | 24+      | 6+     |
| A. Verdiani   | 6        | 0       | ?            | ?            | 6+       | 0+     |